# Opoczno
Opoczno [ɔˈpɔt͡ʃnɔ] este un oraș în sudul Poloniei centrale, în partea de est a Voievodatului Łódź (din 1999), anterior în Voievodatul Piotrków Trybunalski⁠(en)[traduceți] (1975-1998). Orașul are o istorie lungă și bogată, iar în trecut a fost unul dintre cele mai importante centre urbane din nord-vestul Poloniei Mici. În prezent, Opoczno este un important nod rutier și feroviar. 
Sfântul patron este Sf. Cecilia⁠(en)[traduceți] , orașul fiind cunoscut în Polonia pentru folclorul său.

## Localizare
Opoczno  se află pe râul Wąglanka, în colțul de nord-vest al Poloniei Mici, la granița dintre Polonia Mică, și Câmpia Mazoviei. La 31 decembrie 2008, populația sa a fost de 22.744 de locuitori. Orașul și comuna au o suprafață totală de 190 km², ceea ce o face una dintre cele mai mari comune din voievodat. În Uniunea statală polono-lituaniană, Opoczno a făcut parte din Voievodatul Sandomierz⁠(en)[traduceți] și timp de secole a fost reședința unui Județ mare, în A Doua Republică Poloneză, iar în perioada 1945-1975, a aparținut de Voievodatul Kielce⁠(en)[traduceți].

## Transport
Orașul este un nod important de comunicații. Acesta se află în apropiere de Linia centrală de cale ferată, care leagă Silezia și Cracovia cu Varșovia. Opoczno are o stație de cale ferată de-a lungul liniei nr. 25, cu legături la Tomaszów Mazowiecki și Skarżysko-Kamienna. În plus, orașul se află de-a lungul Drumului Național 12 (viitoare Autostradă S12), care creează legătura între părțile de vest și de est ale Poloniei, fiind o legătură bună cu Autostrada A1 din apropiere.

## Istoric

### Regatul Polonia
Prima atestare documentară a localității Opoczno este la 1284, când Prințul Leszek al II-lea cel Negru a menționat în documente ca acesta aparținea de Biserica Sandomierz. Conform istoricului F. Kiryk, istoria Opoczno ca oraș datează de la mijlocul secolului al XIII-lea, când i-a fost acordat acest statut de către Ducele de Sandomierz, Bolesław al V-lea Castul. Din motive necunoscute, Opoczno a scăzut în secolul al XIII-lea și s-a transformat într-un sat numit Staromieście sau Vechiul Opoczno.
Cele mai bune vremuri pentru Opoczno au început în timpul domniei Regelui Cazimir al III-lea cel Mare. În anul 1347 el a decis să mute satul într-un alt loc și a fondat așa-numitul Oraș Nou, situat la sud-vest de Staromieście. Noul Opoczno a avut suprafața de origine de 6 hectare și a fost înconjurat cu un zid defensiv. Staromieście, împreună cu vechea biserică Sf. Maria Magdalena au rămas în afara zidului. A fost construită o nouă biserică Sf. Bartolomeu, împreună cu un castel regal, situate în sud-vestul orașului. Opoczno a câștigat drepturile Magdeburg în 1365, iar primul său guvernator a fost Sobek de Wyszkowic. Zidul de apărare a avut lungimea de 940 metri, cu două porți. Opoczno s-a dezvoltat rapid, datorită situării convenabile, pe două rute comerciale aglomerate: de la Kiev la Wrocław și de la Toruń la Sandomierz. Există speculații că regele Cazimir al III-lea cel Mare a favorizat Opoczno față de alte orașe pentru că a fost locul de naștere al amantei sale preferate, legendara Esterka⁠(en)[traduceți]. În a doua jumătate a secolului al XIV-lea Opoczno a prosperat, iar în anii 1360 a fost numit capitala unui Județ nou creat, ceea ce însemna că nu mai era supus Castellany⁠(en)[traduceți] Żarnów⁠(en)[traduceți]. Aproximativ în anul 1405 a fost construit complexul unui spital împreună cu o biserică închinată Duhului Sfânt.
În timpul Epocii de Aur a Poloniei, vremurile bune au continuat, Opoczno fiind atât în Regatul Poloniei cât și în Uniunea statală polono-lituaniană, unul din cele mai importante centre urbane ale Voievodatul Sandomierz⁠(en)[traduceți]. În 1405, a fost deschis un spital, și în 1550, cu permisiunea regelui Sigismund al II-lea August, au fost construite uzine de apă. În anul 1599 a fost adăugată a treia poartă zidului de apărare. La acel moment, Opoczno a avut 90 de artizani, cu mai multe bresle, cum ar fi: cizmari, fierari, șelari, și căldărari. În 1646, a fost deschisă o sinagogă pentru minoritatea evreiască. Perioada de prosperitate a ajuns la final în timpul Invaziei suedeze din Polonia (1655-1660), când Opoczno împreună cu castelul său au fost arse din temelii de către invadatori, iar cei mai mulți dintre locuitorii săi au fost uciși.  În acea perioadă au avut loc în județul Opoczno mai multe confruntări și lupte între polonezi și invadatorii suedezi. Pe 9 septembrie 1655, divizia lui Stefan Czarniecki a atacat călăreții suedezi aproape de Inowłódz⁠(en)[traduceți]. Trei zile mai târziu, polonezii au atacat unitățile suedeze aflate sub conducerea lui Arvid Wittenberg⁠(en)[traduceți], care se odihneau lângă Opoczno. La 16 septembrie 1655 a avut loc Bătălia de la Żarnów⁠(en)[traduceți], care a dus la înfrângerea polonezilor. După invazie, distrugerea Opoczno a fost totală, rămânând în 1660 doar 15 case în picioare. Toți artizanii au fost uciși, și dezvoltarea orașului a fost oprită mai mulți ani. Similară a fost și soarta altor orașe ale județului, în Drzewica au rămas doar 21 de case, și  în Odrzywół 22 de case.

### Secolul al IX-lea
Până în 1795, Opoczno a aparținut Voievodatului Sandomierz⁠(en)[traduceți] din Polonia Mică. În urma Împărțirilor Poloniei, orasul a fost anexat de către Imperiul Habsburgic, iar în 1815 a devenit parte a Regatului Poloniei aflat sub suzeranitate rusă (Congresul Poloniei). La acea vreme, orașul a fost împărțit în districte catolice și evreiești. Populația a fost decimată de epidemii frecvente de holeră, care au revenit de mai multe ori până în 1890. În 1834 a fost recreat județul Opoczno și până la Primul Război Mondial, Opoczno a aparținut Guvernoratului Radom⁠(en)[traduceți]. În 1828, populația orașului era de aproximativ 3.500 de locuitori, cu 342 de case. Ambele Rebeliuni poloneze în Congresul Poloniei (Răscoala din noiembrie și Răscoala din ianuarie) au dus la represiuni țariste, care au fost deosebit de grele în anii 1860. Opoczno a fost unul dintre centrele importante de insurecție, iar orașul a fost capturat temporar de rebeli la 31 ianuarie 1863. La începutul anului 1863 și în vara aceluiași an au avut loc aici mai multe ciocniri armate.
În secolul al XIX-lea, a început procesul de industrializare și de dezvoltare, stimulat prin construirea unei linii de cale ferată de la Koluszki la Skarżysko-Kamienna (1885). Au fost deschise aici mai multe întreprinderi noi și magazine. Cea mai mare întreprindere,  Fabrica de plăci ceramice,  care este astăzi cunoscută sub numele de Opoczno S.A., a fost fondată în 1897-1898 de Jan Dziewulski,  Józef și Władysław Lange. În stadiile incipiente ale Primul Război Mondial, au avut loc aici lupte grele între unitățile austro-germane si cele ruse. La 15 mai 1915, trupele austriece au intrat în Opoczno, împreună cu  legionarii polonezi ai lui Jozef Pilsudski. Austriecii, printre care erau și mulți soldați cehi, s-au predat fără luptă, în octombrie 1918.

### Secolul XX
Până în secolul al XX-lea, orașul a avut un spital, o bibliotecă, școli, stație de cale ferată (construită în 1885), oficiu poștal, stație de telegraf, birouri administrative, biserici și o sinagogă. De asemenea, în acel timp, a fost reconstruit castelul regal distrus de către suedezi în 1650. La 2 august 1919, Opoczno a fost anexat la Voievodatul Kielce⁠(en)[traduceți], unde a rămas până la 31 martie 1939, când a fost transferat la Voievodatul Łódź. Înainte de izbucnirea celui de-al Doilea Război Mondial, populația orașului a fost de aproximativ 11.000 de locuitori.
La începutul celui de-al doilea război mondial, Opoczno a fost câmp de luptă acerbă în Invazia din Polonia. Wehrmacht-ul a intrat în oraș joi 7 septembrie 1939, la ora 14:00, după un bombardament intens al Luftwaffe. Zona Opoczno a fost apărată de Armata Prusacă, care s-a concentrat între Piotrkow Trybunalski și Tomaszów Mazowiecki. Wilhelm Fritz von Roettig⁠(en)[traduceți], primul general ucis în război, a fost ucis aici la doar câteva zile după începerea războiului, la 10 septembrie, pe drumul dintre Inowłódz⁠(en)[traduceți] și Opoczno.
Opoczno a fost unul dintre principalele centre de rezistență anti-germane. În zona orașului a avut loc prima activitate subterană încă din primăvara anului 1940, când au operat acolo partizanii din "Unitatea separată a armatei poloneze" conduși de maiorul Henryk Dobrzański⁠(en)[traduceți]. Armata teritorială a județului Opoczno a avut peste 2.000 de militari la 01 decembrie 1944. 
În 1940, a fost deschis un ghetou evreiesc, care a găzduit mai multe mii de oameni, transferați forțat aici din alte locuri. Ghetoul a fost lichidat în ianuarie 1943, când locuitorii săi au fost transportați în Lagărul de exterminare Treblinka. Ocupația germană s-a încheiat pe 17 ianuarie 1945, când Wehrmacht-ul a fost împins de către Armata Roșie, 150 de soldați sovietici fiind uciși în timpul luptelor din oraș. Două săptămâni mai târziu, a fost deschis primul liceu din istoria Opoczno. Până în 1975, Opoczno a aparținut de Voievodatul Kielce⁠(en)[traduceți]. În anii 1958-1964, a fost construit un nou spital, iar în septembrie 1960, orașul a sărbătorit cea de-a 600-a aniversare.

## Obiective turistice
- Castelul Opoczno

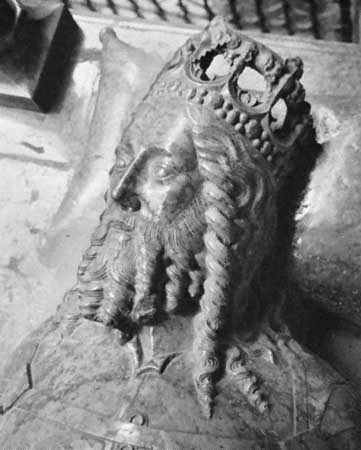
Cazimir cel Mare

Își are originea la mijlocul secolului al-XIV-lea, când regele Cazimir al III-lea cel Mare a inițiat construirea unui număr de castele în Polonia. Castelul Opoczno a fost situat în interiorul zidurilor orașului și a fost sediul guvernatorului. A ars în marele incendiu din secolul al XV-lea, iar forma sa actuală este rezultatul reconstrucției complexului original.
- Muzeul de istorie locală Opoczno
- Centrul vechi
- Biserica Sf. Bartolomeu
- Casa Esterka

Esterka⁠(en)[traduceți] a fost o evreică, amanta preferată a legendarului Cazimir al III-lea cel Mare. Ea a fost fiica unui croitor din Opoczno, iar casa în care se presupune că a crescut se află în Piața Opoczno. Casa a fost reconstruită în 1893 și păstrează încă inscripții originale în latină din secolul al XVI-lea, împreună cu stema Voievodatul Sandomierz, de care Opoczno a aparținut timp de secole. Casa în prezent servește drept  bibliotecă.
- Noul si vechiul cimitir evreiesc

## Născuți în Opoczno
- Edmund Biernacki - profesor, doctor
- Vladimir Perzyński - scriitor
- Gregory Piechna - fotbalist
- Patryk Dominik Sztyber - chitarist, cântăreț
- Zbigniew Robakiewicz - portar
- Joanna Zagdańska - cântăreață pop și jazz

## Legături externe
Primăria orașului Opoczno